# Josef Kollmann (Politiker, 1855)
Josef Kollmann (* 25. März 1855 in Remnatsried (Gemeinde Stötten am Auerberg); † 21. März 1932 in Neu-Ulm) war ein deutscher Hofbeamter und langjähriger Bürgermeister in der bayerischen Stadt Neu-Ulm. Aufgrund seines umfassenden Wirkens für das Gemeinwohl der Neu-Ulmer erhielt der von ihm initiierte und 1910 eingeweihte Stadtpark seinen Namen: Kollmannspark, und Kollmann wurde zum Hofrat ernannt.

## Biografie

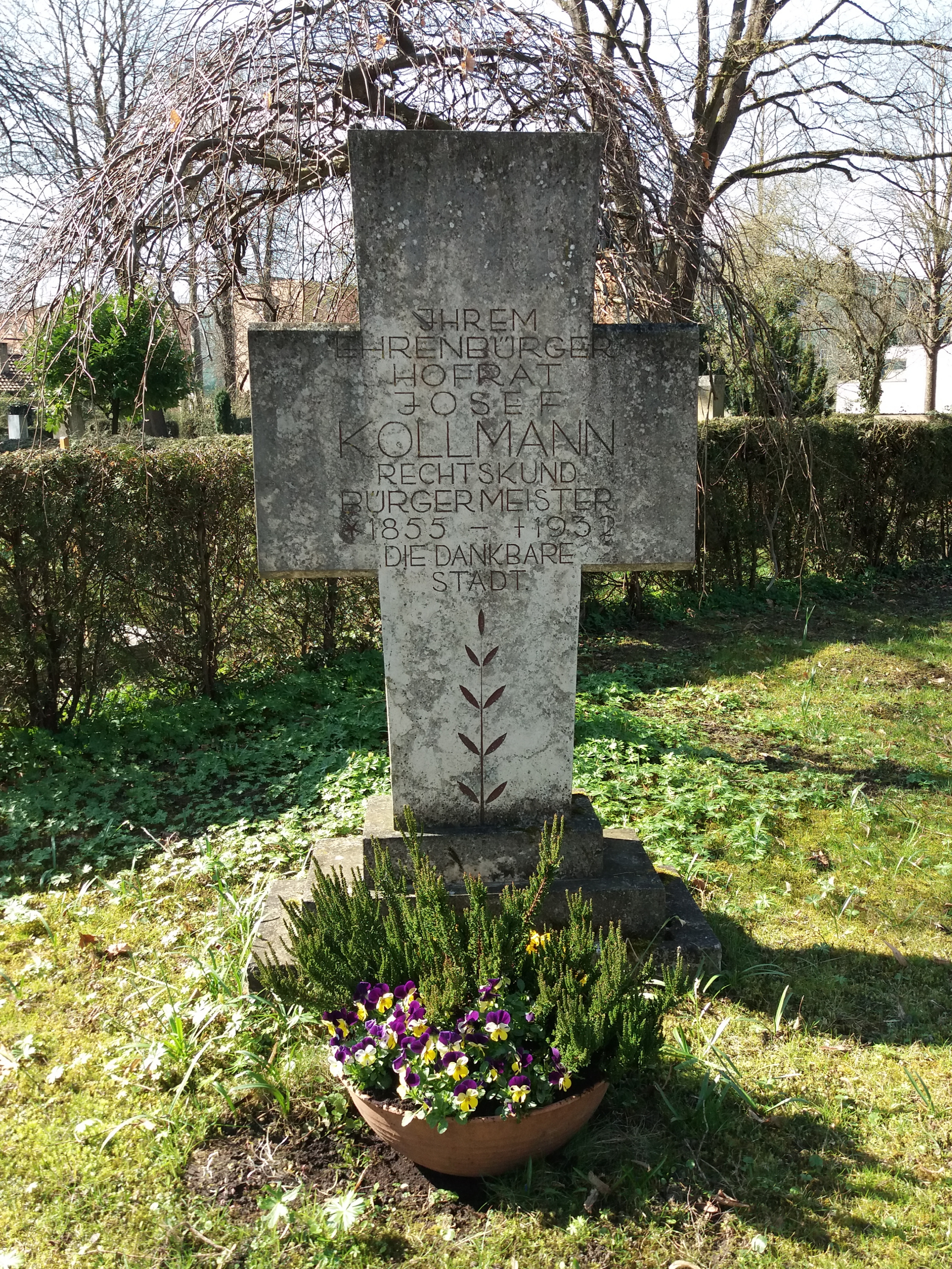
Ehrenmal für Josef Kollmann auf dem Neu-Ulmer Hauptfriedhof

Josef Kollmann besuchte das Gymnasium in Augsburg. Anschließend studierte er an der Universität München Jura und Staatswissenschaft, außerdem besuchte er Vorlesungen über Wirtschaftswissenschaft und Philosophie. Aufgrund seines Fleißes und seiner guten Ergebnisse erhielt Kollmann ein Stipendium der Stiftung Maximilianeum, der von König Maximilian II. gegründeten Stiftung „für bayerische Studierende von hervorragender Begabung“. Nach erfolgreichem Studienabschluss 1880 fand Kollmann in Augsburg eine Anstellung als Verwaltungsjurist und danach in Kaufbeuren als rechtskundiger Magistratsrat. Im Jahr 1885 gewann er die Wahl zum Ersten Bürgermeister der Stadt Neu-Ulm und löste damit Josef Haidt ab. Dieses Amt hatte Josef Kollmann bis 1919 inne. Während seiner Amtszeit ließ er die gesamte Infrastruktur des Ortes ausbauen, neue Straßen und Plätze anlegen, die erste Straßenbahnlinie bauen (1897 eröffnet); Trinkwasser, Stadtgas und Elektrizität kamen zu den Bewohnern. Des Weiteren wurden ein Krankenhaus (1887), eine Armenanstalt (1888), ein Stadtstift, eine Leihanstalt, ein städtischer Schlachthof (1890), Schulen und eine Turnhalle errichtet und in Betrieb genommen. Kollmann verschaffte seiner Wahlheimat zum Jahr 1889 die offizielle „Einreihung unter die unmittelbaren Städte Bayerns“ (also das Stadtrecht), und ab 1. März 1891 wurde Neu-Ulm (bis 1935) kreisfreie Stadt mit den Rechten und Pflichten eines Landkreises.
Mit der auf der anderen Seite der Donau liegenden württembergischen Stadt Ulm schloss er 1899 einen ersten Städtevertrag, mit dem sich beide Partner unter anderem zum gemeinsamen Bau von Kraftwerken entlang des Illerkanals und zur Errichtung der Gänstorbrücke sowie eines Fußgängersteges über die Donau verpflichteten. Neu-Ulm erhielt mit diesem Vertrag zugleich einige Flächen südlich der Donau, die sich noch im Eigentum von Ulm befanden. Besonders nachhaltige Wirkung für die Entwicklung Neu-Ulms hatte der Kauf der Stadtbefestigungsanlage im Jahr 1906 mit allen ihren Flächen innerhalb der Stadtgrenze (der Entfestigungs-Vertrag). Damit entstand Bauplatz für neue Wohnanlagen und die Ansiedlung von Industrie. 
Um 1911 verlieh der bayerische König Josef Kollmann für sein Engagement den Titel Hofrat, und am 12. Juni 1919 wurde er Ehrenbürger von Neu-Ulm.
Der Erste Weltkrieg hinterließ bei Kollmann tiefe psychologische und medizinische Spuren, er fürchtete um die Einwohner und seine Stadt. Auf eigenen Wunsch trat er zum 1. August 1919 von seinem Bürgermeisteramt zurück. Nachfolger im Amt wurde Franz Josef Nuißl, der in den Rang eines Oberbürgermeisters aufstieg.
Josef Kollmann starb am 21. März 1932 wenige Tage vor Vollendung seines 77. Lebensjahres in Neu-Ulm und fand seine letzte Ruhestätte auf dem dortigen Hauptfriedhof, wo ein Ehrenmal der Stadt Neu-Ulm an ihn erinnert.